# Aphis pomi
Aphis pomi comúnmente conocido como pulgón de la manzana (el significado literal de su nombre binomial), o el pulgón verde de la manzana, es un hemíptero en la familia Aphididae. Se encuentra en el crecimiento joven de los árboles manzanos y en otros miembros de la familia Rosaceae donde se alimenta chupando savia de la planta. La reproducción es principalmente por partenogénesis, en la cual las hembras no apareadas dan a luz a crías vivas.

## Descripción
Las hembras sin alas tienen un cuerpo verde brillante o verde amarillento en forma de pera, sin polvo con partículas de cera, y crecen hasta una longitud máxima de aproximadamente 2.2 mm. La cauda (alargamiento del cuerpo en forma de cola) y cornículos son negros y las antenas y patas son pálidas con puntas marrones. Las hembras aladas tienen un tórax negro y un abdomen verde, a menudo con tres pares de manchas negruzcas en los tres segmentos delanteros y manchas semicirculares oscuras delante y detrás de los cornículos.

## Distribución
Aphis pomi tiene una distribución generalizada en Europa; ha sido introducido en otras partes del mundo: Asia occidental, hasta el este como India y Pakistán África del Norte y América del Norte.
En Israel y el este de los Estados Unidos, el pulgón más común en los manzanos es el pulgón de la spirea, Aphis spiraecola. Este tiene una amplia gama de plantas huésped y una tasa de reproducción más rápida que A. pomi, especialmente a altas temperaturas.

## Ecología
Además de afectar a la manzana (Malus domestica), Aphis pomi infesta otras plantas de la familia Rosaceae, incluida pera (Pyrus communis), espino albar (Crataegus monogyna), níspero (Mespilus germanica), membrillo (Cydonia oblonga), serbal de montaña (Sorbus aucuparia), rosa (Rosa) y spiraea (Spiraea). Es una especie autoecia, completando su ciclo de vida en una sola especie de huésped.
Los huevos que pasan el invierno eclosionan en primavera y los pulgones colonizan los brotes nuevos en las puntas de las ramas, lo que hace que los bordes de las hojas se curven. Estos pulgones son todas hembras vivíparas que dan a luz a otros pulgones sin alas por partenogénesis. En junio se producen algunas hembras aladas que migran a otras ramas y árboles, y se acumulan grandes agregaciones a fines del verano. Puede haber de diez a quince generaciones de pulgones durante la temporada y los vientos pueden dispersar las formas aladas a lo largo de muchos kilómetros. Las formas sexuales se producen en otoño, hembras aladas que ponen huevos y machos sin alas. El apareamiento tiene lugar y los huevos se ponen cerca de las puntas de los brotes, a veces en grandes lotes. Estos son verdes al principio pero pronto se vuelven negros.
Las hormigas a menudo están presentes entre las colonias, alimentándose de la mielada secretada por los pulgones. La presencia de las hormigas es beneficiosa para los pulgones ya que las hormigas disuaden y eliminan los depredadores que podrían alimentarse de los pulgones; estos incluyen las larvas de la mosquita Aphidoletes aphidimyza y parasitoides que ponen sus huevos en las ninfas del pulgón. Los altos niveles de infestación por los pulgones pueden causar brotes atrofiados, frutos deformados y caída prematura de las hojas, especialmente en árboles jóvenes, y moho hollín puede formarse en exceso de secreciones de melaza.